# San Pancrazio Salentino
San Pancrazio Salentino ist eine italienische Gemeinde in der Provinz Brindisi, Region Apulien.

## Geografie
Der Ort hat 9130 Einwohner (Stand 31. Dezember 2023) und zählt 3429 Privathaushalte. Zwischen 1991 und 2001 fiel die Einwohnerzahl von 10.624 auf 10.551. Dies entspricht einer Abnahme um 0,7 %.
Die Nachbarorte von San Pancrazio Salentino sind Avetrana (TA), Erchie, Guagnano (LE), Mesagne, Salice Salentino (LE), San Donaci und Torre Santa Susanna.

## Verkehr
Der Bahnhof S. Pancrazio Salentino liegt an der Bahnstrecke Martina Franca–Lecce.

## Sonstiges
Bei San Pancrazio Salentino befindet sich ein ehemaliger Militärflugplatz (⊙). Nach dem Ende des Zweiten Weltkriegs und dem Abzug der US-Luftstreitkräfte übernahm ihn wieder die italienische Luftwaffe als Reserveflugplatz. Die Start- und Landebahn wurde 1967 erneuert und dann etwa 30 Jahre lang sporadisch genutzt. Der Flugplatz ist noch immer ein militärischer Bereich, noch erhaltene Rollbahnen und Abstellflächen aus dem Zweiten Weltkrieg liegen jedoch weitgehend außerhalb des heutigen Flugplatzgeländes.

## Gemeindepartnerschaften
- Bisceglie, Italien